# 沸腾床硫化
沸腾床硫化是一种硫化方法，主要用于连续硫化压出制品以及胶布。这种硫化方法是以直径为0.1～0.25毫米的固体微粒玻璃珠作为传热介质。玻璃珠用电加热，它在气体的鼓吹下被搅动而漂浮起来形成沸腾状态。呈现沸腾状态的玻璃珠有良好的传热性。它与液体硫化一样可以用来硫化压出制品。硫化时，制品通过沸腾床并被加热的玻璃珠所覆盖，从而进行热硫化。

## 沸腾床的构造原理及条件
沸腾床通常称为流体化床，其构造原理与液体硫化槽类似。但床内所储藏的不是液体，而是翻腾的由固体、气体构成的悬浮系统。在操作过程中，热气体自下而上流经由无数固体粒子构成的粒层，使粒层翻腾，这样，整个系统便呈现“沸腾”而构成“流体化床”。整个系统为固体粒子分散在气体中的悬浮体，因此具有液体的各种特征：流体床的形状取决于容器的形状，无论加入或抽出物体时，其平面始终保持不变；流动阻力小，与液体相近，因而成品较易通过流体床；流体床导热系数很高，比空气大50倍，而且传热均匀，整个床的温差不大于2~3℃；床内各处的压力与所在的深度成正比。
流体化床的技术条件如下：
①流体化床的粒层密度为1.5克/毫升。此密度既能有效地托起制品，又不会扁制品。具有此条件的材料有玻璃珠、黄沙。
②流体化床的静压力与床深度成正比，如当床深度为20英尺时，床层的压强达0.75个大气压，因此采用立式流体化床可获得一定压力。
流体化床的最宜流速为每分钟5~15立方厘米/平方厘米
③粒层的粒子要选用直径为0.1~0.2毫米的球形粒子。粒径过小会增大对制品的移动阻力，粒径过大则所需的气流速度大，不符合使用条件。流体化床使用的气体有空气、蒸汽。前者适用于氯丁胶，后者适用于天然胶。
流体化床硫化除了具有液体硫化的特点外，还具有热传递能力高、受热均匀、比液体介质温度极限和化学惰性高、操作安全、不玷污成品、简化清洁工序等优点。流体化床除了用于硫化橡胶制品外，还可用于金属、织物、坏料、模型的预热及原料的干燥等。

## 流化床设备
流化床常有卧式、立式和加压流体床。

### 卧式流体床
床身由钢板制成，在距床底约3~4英尺的位置上安装有一隔离板。隔离板由钢板或不锈钢网制成，也有的用厚度约为一英尺的瓷砖砌成，板面布满无数的小孔，作为进气通道。玻璃珠铺满孔板上的整个空间。在隔板下面安有进气管，以便通入气体。在隔板的上面设置有加热器，用来加热流体床。压出机的机头靠近流体床，压出的半成品以水平方向立即进入床内，以免变形。在成品的硫化出口端安有牵引装置和卷曲装置。卧式流化床在常压下硫化，对胶料的要求与液体硫化槽硫化相同。卧式流体床的通风系统是由排气罩或通风罩水管道等组成的，在金属槽上方，用来排除硫化作业过程中所产生的烟雾，以便给操作人员提供一个清洁安全的工作环境。其牵引装置用于按照预定速度把压出件牵拉通过流化床。重要的是要保持牵引速度恒定不变，以确保压型产品具有均匀的断面。玻璃微珠清除系统接在牵拉装置之后，装备玻璃微珠清除系统，用来清除硫化制品表面的玻璃微珠。这些玻璃微珠是在胶料起硫前所经历的软化阶段粘附到制品表面上去的。
可以使用多种方法消除玻璃微珠，常用的有：
①转动刷   它对着压出方向转动，把玻璃微珠从表面刷去；
②气流刮刀  用以吹去压出制品表面的玻璃微珠。
从压出制品表面清除下来的玻璃微珠由人工重新倒入金属槽中或者用气动运输系统自动送回金属槽，回收入流化床。在清除系统后接冷却系统，把压出制品冷却到容易操作的温度，同时也用以防产生烟雾，污染环境。也可以把压出制品浸没于水中，或者喷淋细小雾进行冷却。流水线的终端为整理装置，如盘绕装置、自动定长切割装置等。用以按照技术规范要求进行必要的整理，得到最终成品。硫化床的作业温度和运行速度需要根据多种因素来确定，如槽的长度、压出坯件断面形状和胶料硫化速度等。通常作业温度为250℃，运行速度在12.19~24.32m/min之间调节。

### 立式流化床
立式流化床是利用容器中的静态压力与深度成正比的原理，对由底部进入的未硫化压出制品进行压力硫化，可避免制品发泡。使用立体床时，先将贮槽中的玻璃珠加热后，借空气压力流经铁管，以流态进入床身，此时环内各汽门进行充气，构成流体层，与此同时，压出的半成品自床底由下至上的流经床体加热硫化。硫化结束后，打开阀门将玻璃珠回收到贮槽中。

### 加压流化床
加压流化床的原理与普通的流化床相似。它是一个封闭系统，蒸汽从流体床的顶部排出，后回流至底部，温度为230℃，压力为4.14公斤/平方厘米。在制品进出口处有密封装置。出口处的密封装置将胶管表面上的微玻璃珠清除掉，使之保持在流化床中。流体化床硫化被广泛应用于无芯制品的连续硫化，如海绵条、门窗条、胶绳、胶条及异形压出制品，还有电线、电缆、纯胶管、薄膜制品等。硫化床硫化除硫化迅速，连续生产外，还能适应硫化多种橡胶胶料如天然胶、丁苯胶、氯丁胶、丁腈胶及硅橡胶等，但设备造价高，不适宜于大截面製品的硫化和难以保持各部分压力的均匀。

## 胶料配合
使用适当的胶料，是保持连续硫化作业成功的重要因素之一。流体化床硫化法是一种低压硫化法。因此，胶料中的水分和内包空气能自由地膨胀，而造成实芯压出胶条中产生气孔及孔洞，在多孔胶条的断面会出现微孔结构不匀和大孔等缺陷。为此，应严格控制胶料的粘度。胶料粘度应保持在尽可能高的水平上。同时胶料应有较好的焦烧性能。海绵胶料也应有良好的焦烧性能，还应能按规定限度膨胀发泡。通常使用干燥剂氧化钙来控制胶料中的水分。海绵胶料应特别注意平衡其起硫时间与发孔时间之间的关系。如果起硫过快，则其料面就不会膨胀，而造成密度高、尺寸小；如果起硫过慢，则形成适当的能包容气体的表皮层之前就开始发孔，从而导致表皮外观不良，吸水率过高，并且不能充分保持产品的断面形状和尺寸。设计得当较为理想的海绵胶料，由于促进剂和发泡剂选用得当，能形成足以包容气体的良好表皮层，而且发泡剂分解快，起硫和完成硫化的过程迅速，所以产品能获得良好的断面形状和轮廓线条，物理性能优良、废品率底。

## 硫化操作和缺陷
流体化床是一种低压硫化系统，在该系统内，胶料在常压下硫化和膨胀。压出胶条用最小的拉力通过硫化床，因此，畸变率较小。在玻璃微珠的沸腾作用下，压出胶条部分地浸没于玻璃微珠中，并不断受到热玻璃微珠的喷射，使之达到良好的硫化状态。如果需要保持产品的外形和轮廓尺寸的话，那么严格控制硫化温度、流态化程度以及胶条横贯硫化槽的速度等是至关重要的。

### 温度和运行速度控制不当，产品可能产生的缺陷：
①欠硫，物理性能低劣
②产生畸变，外廓线条不清晰；
③外观差劣
④压出的胶条，断面微孔密度不均匀
⑤废品多

### 硫态化不均匀可能引起的缺陷：
A、流态化程度不足
①由于压出胶条不能浸没在热玻璃微珠中以及不能不断受到新鲜的热玻璃珠喷射，所以硫化程度不足
②由于流态化程度太低，导致压出胶条在玻璃微珠群上拖曳而过，以致在压出胶条上留下拖曳印痕。
B、流态化程度太高
①压出胶条从塑性态过渡到硫化态的过程中由于玻璃微珠紊流作用的冲击而畸变
②由于通过玻璃微珠的空气流速过高，会对微珠产生冷却作用，于是热量进入通风或抽气系统而损耗，造成不能保持恒定的硫化温度。
所以，为克服上述缺陷，必须控制好适当的温度和运行速度，并且使流态化程度保持均匀。